# Argentavis magnificens

En jämförelse mellan Argentavis och människa, miocenpingvin, (Spheniscus megaramphus), kejsarpingvin, elefantfågel, struts och andinsk kondor. Argentavis här uppskattade vikt och vingspann, har minskat något.

Argentavis magnificens, ibland kallad jätteteratorn, var bland de största flygande fåglarna som någonsin existerat. Arten är känd från tre platser i centrala och nordvästra Argentina, och dateras till sena Huayquerian-perioden, 9–7 miljoner år sedan.
Arten som var en landfågel, hade kraftiga ben och stora fötter, och kunde gå med lätthet, näbben var stor, ganska smal och hade en krokig spets, med ett stort gap. Argentavis uppskattade vingspann varierar beroende på vilka metoder som använts för skalning, eller jämförelser med andinsk kondor. Tidigare uppskattningar har varit 7,5 till 8 m, men nyare uppskattningar visar att vingspannet sannolikt var 5 till 6,5 m.
Publicerade viktangivelser för Argentavis har angett en vikt på 80 kg, men nyare och noggrannare analyser av fynd, visar en mer sannolik vikt på 70 till 72 kg.  Argentavis är den tyngsta flygande fågeln som är känd, mycket tyngre än  Pelagornis sandersi som vägde 22 till 40 kg. 
Som jämförelse är den nu flygande levande fågeln med störst vingspann, vandringsalbatrossen, som i genomsnitt är 3 m, med en spann upp till  3,7 m, och en vikt på  mellan 6 och 12 kg. Kondorer anses vara de närmast levande släktingarna till Argentavis och andra teratorner.

## För närvarande accepterade uppskattningar för storleken på Argentavis
Vingspann: 5–6,5 m
Vingarea: 8,11 m2
Kroppslängd: 3,5 m
Höjd: 1,5 till 1,8 m
Vikt: 70 till 72 kg